# أدولف شتراوخ
أدولف شتراوخ (بالألمانية: Adolph Strauch) ـ (30 أغسطس 1822 ـ 1883) هو مهندس مناظر طبيعية بروسي أمريكي، اشتهر بتصميماته التخطيطية للمقابر والحدائق العامة.
ولد شتراوخ في منطقة سيليزيا البروسية، وقام بتصميم مناظر عدة مقابر، مثل مقبرة سبرينغ غروف في سينسيناتي بولاية أوهايو ومقبرة فورست لون في بوفالو بولاية نيويورك ومقبرة غريسلاند في شيكاغو بولاية إلينوي.
صمم شتراوخ أيضًا العديد من المتنزهات العامة في سينسيناتي، ومنها إدين بارك وبيرنت وودز ولنكولن بارك. وقد كُلّف بتخطيط مقبرة سبرينغ غروف سنة 1855، قبل أن يعين مشرفًا على المكان سنة 1859.
تأثر القائمون على العديد من المقابر (كمقبرة كراون هل في إنديانابوليس بولاية إنديانا) بتخطيط شتراوخ لمقبرة سبرينغ غروف، فقاموا بتعديل تصميمات مقابرهم على غرار سبرينغ غروف.